# Dōtonbori

Dōtonbori symbolise la flamboyance d'Osaka

Dōtonbori (道頓堀) est l'une des principales destinations touristiques de la ville d'Osaka au Japon. C'est une rue unique, longeant le canal Dōtonbori entre le pont Dōtonbori (道頓堀橋, Dōtonbori bashi) et le pont Nipponbashi (日本橋), dans le quartier de Namba. Ancien quartier de plaisir, Dōtonbori est célèbre pour ses théâtres historiques (aujourd'hui tous disparus), ses magasins, ses restaurants et ses nombreuses enseignes lumineuses, comme celle du confiseur Ezaki Glico qui représente un coureur passant la ligne d'arrivée.

## Histoire
L'histoire de la rue commence en 1612 quand un entrepreneur local, Dōton Yasui, a débuté l'agrandissement du petit fleuve Umezu qui allait d'est en ouest, espérant ainsi stimuler le commerce de la région en reliant les deux affluents du fleuve Yohori qui allait du nord au sud à un canal. Le projet de Dōton fut interrompu par sa mort lorsqu'il défendit Toyotomi Hideyori pendant le siège d'Ōsaka, mais ses cousins achevèrent le canal en 1615. Le nouveau seigneur du château d'Osaka, Matsudaira Tadaaki, baptisa le canal et la rue à proximité Dōtonbori (bori de hori, signifiant « canal »), bien que Dōton fût du côté des vaincus pendant le siège.
Le caractère de Dōtonbori a été défini en 1621 lorsque le récent shogunat Tokugawa a institué une planification urbaine, transformant Dōtonbori en rue de divertissement d'Osaka. En 1662, la rue comptait six théâtres kabuki et cinq théâtres bunraku, ainsi qu'un théâtre de marionnettes mécaniques karakuri, unique en son genre. Beaucoup de restaurants et de cafés furent construits pour répondre aux besoins du flot de touristes, ainsi que des divertissements nocturnes.
Au cours des années, l'intérêt pour les divertissements traditionnels a décru, ce qui a mené à la fermeture de la plupart des attractions d'origine de Dōtonbori. Les cinq théâtres restants furent bombardés et détruits pendant la Seconde Guerre mondiale.

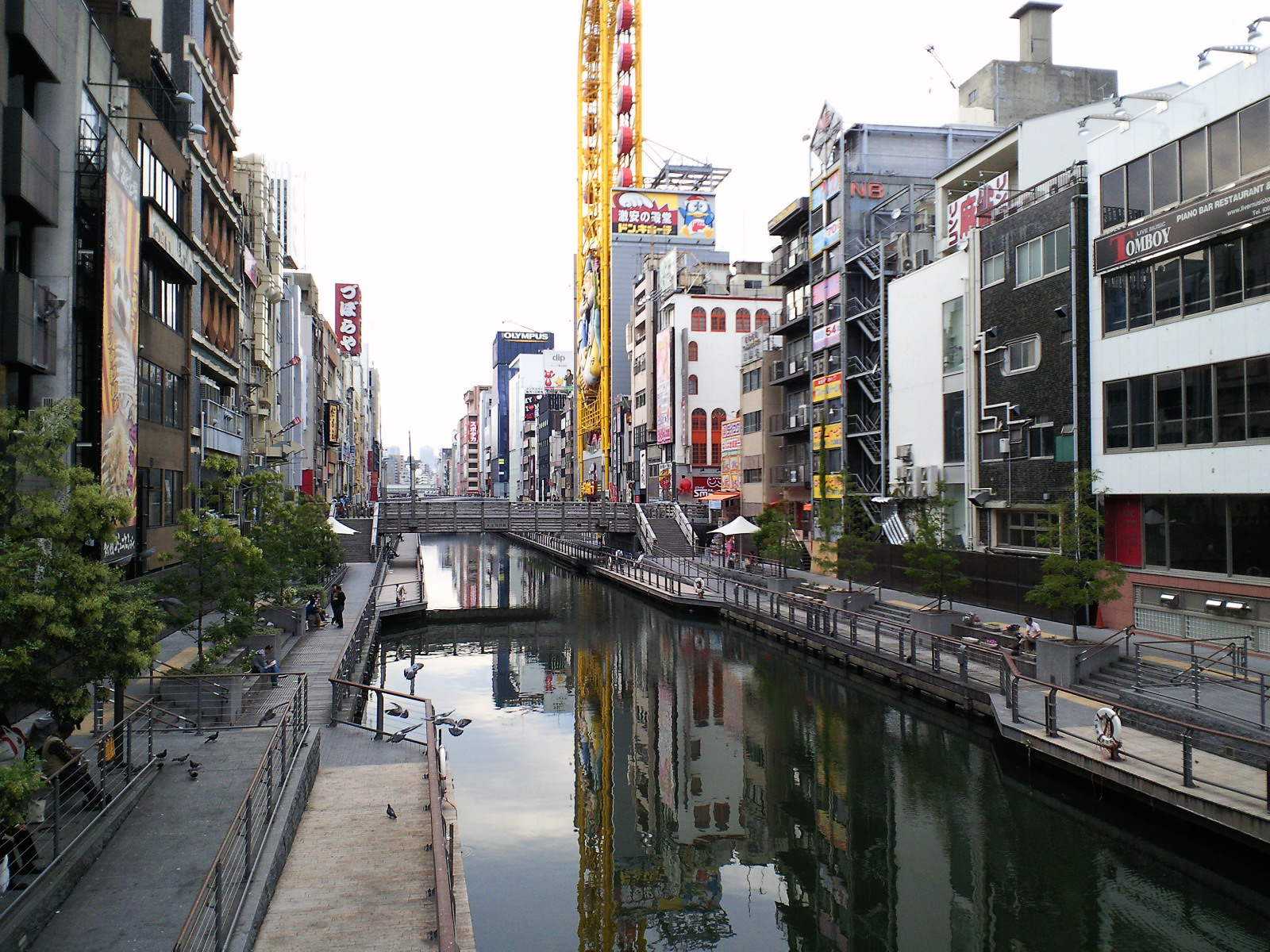
Le canal Dōtonbori.
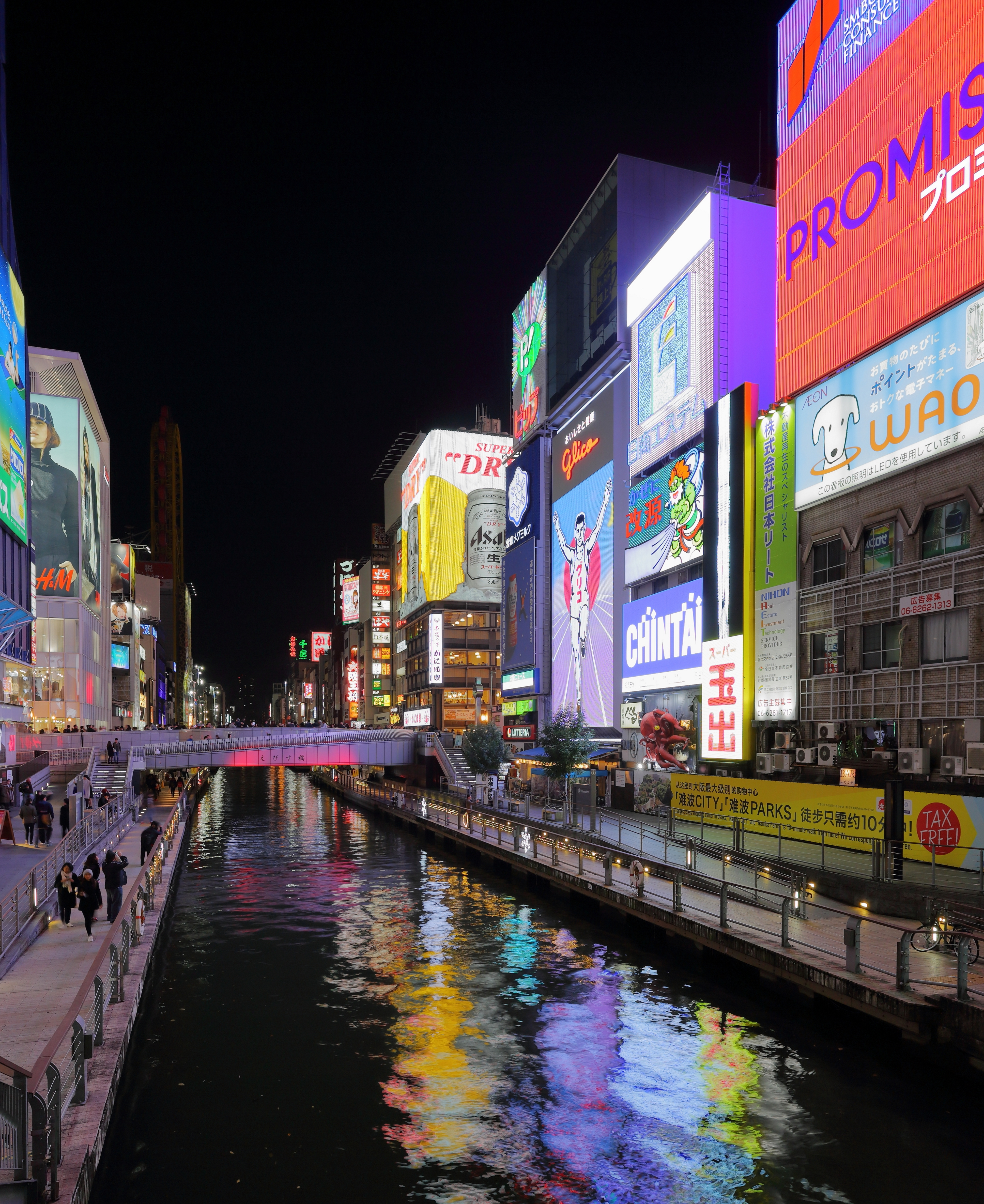
Mur d'enseignes lumineuses du pont Ebisu, sur le canal Dōtonbori.
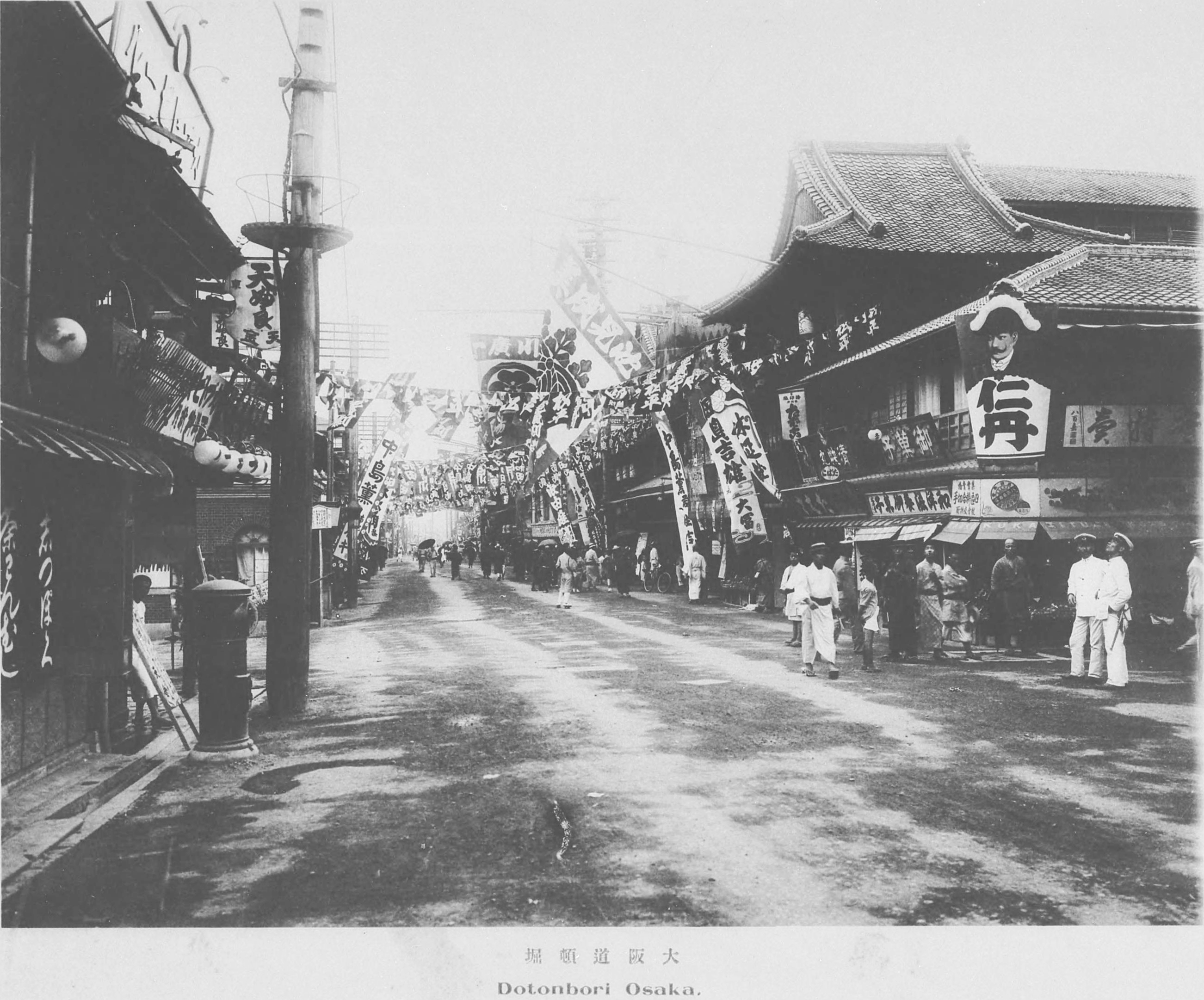
Dōtonbori, 1910.
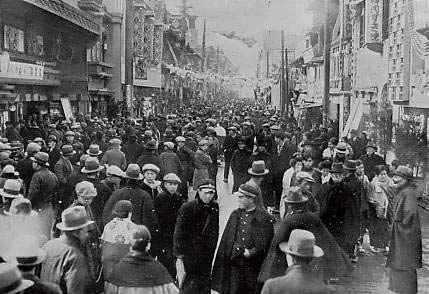
Dōtonbori dans les années 1930.

## Restaurants
En tant que destination touristique nationale, Osaka est connu pour sa gastronomie, et Dōtonbori est la destination principale pour cela. La rue figure toujours dans les guides pour les touristes étrangers et japonais.
La cuisine régionale (meibutsu) d'Osaka comprend l’okonomiyaki (sorte de crêpe, d’omelette ou de pizza typiquement japonaise), le takoyaki (boulettes de poulpe), l’udon (un plat de nouilles), ainsi que les sushis régionaux et d'autres nourritures japonaises traditionnelles.

### Liste de restaurants notables
- Kinryu rāmen : il y a trois restaurants de Rāmen Kinryu (Dragon doré) à Dōtonbori, un à chaque extrémité de la rue et un au milieu. La chaine de restauration est célèbre pour ses enseignes géantes en trois dimensions de dragon doré, ainsi que pour ses places assises à l'extérieur qui sont faites de tatamis. Contrairement à la plupart des restaurants japonais, Kinryu Rāmen est ouvert 24/24 heures.
- Kani doraku : un restaurant de crabe, facilement reconnaissable à son enseigne géante représentant un crabe en mouvement.
- Otakoya : un stand de takoyaki très populaire.
- Zubora-ya : un restaurant servant du fugu avec une énorme lanterne en forme de poisson accrochée sur la façade.
- Dōtonbori rāmen taishokudo : un restaurant de rāmen formé à partir de huit célèbres boutiques de rāmen de tout le Japon.
- Hariju : un restaurant de bœuf inauguré en 1924. Il utilise uniquement du bœuf japonais, le wagyu. C'est un des plus célèbres restaurants de bœuf de la ville.
- Cui-daore : un immense restaurant à huit étages avec une spécialité d'Osaka différente à chaque étage ; il fut un prétendant auto-proclamé pour le titre de plus grand restaurant du monde. Cependant, il ferma ses portes le 8 juillet 2008.

### Kuidaore
Kuidaore (食い倒れ) est un mot japonais signifiant à peu près « se ruiner par un excès de nourriture ». Il est souvent romanisé en cuidaore, et fait partie du proverbe suivant : « À Kyoto, habillez-vous (de kimonos) jusqu'à ce que vous vous écrouliez ; à Osaka, mangez jusqu'à ce que vous vous écrouliez » (京の着倒れ、大阪の食い倒れ).
Le mot est associé à Dōtonbori et figure souvent dans les guides et les annonces pour touristes. Il est présent dans les noms de plusieurs endroits de Dōtonbori, tels que la mascotte Tarō Kuidaore et l'ancien restaurant Cui-daore.

## Attractions remarquables
- Glico Man : installé en 1935, l'athlète géant sur piste bleue est un symbole du confiseur Ezaki Glico. L'enseigne a été modifiée à plusieurs reprises pour célébrer des événements comme la Coupe du monde ou pour soutenir l'équipe de baseball d'Osaka, les Hanshin Tigers.
- Tarō Kuidaore : devant le restaurant Cui-daore se trouve un clown mécanisé jouant du tambour, aussi appelé le Kuidaore ningyo, installé en 1950. Tous les ans en mars, les rikishi sumotori participant au grand tournoi de sumo d'Osaka posent avec Tarō Kuidaore pour les photos. Aujourd'hui, le restaurant a fermé et Tarō Kuidaore doit être retiré[Quoi ?].
- Kani doraku crab : ce crabe (plus exactement une araignée de mer) de six mètres et demi se trouve sur la façade du restaurant de crabe Kani doraku. Il est mécanisé et bouge les pattes et les yeux. Construite en 1960, cette enseigne mécanique a été imitée de nombreuses fois, comme en calamar à vapeur ou en oni (démon) qui s'éclairait la nuit.

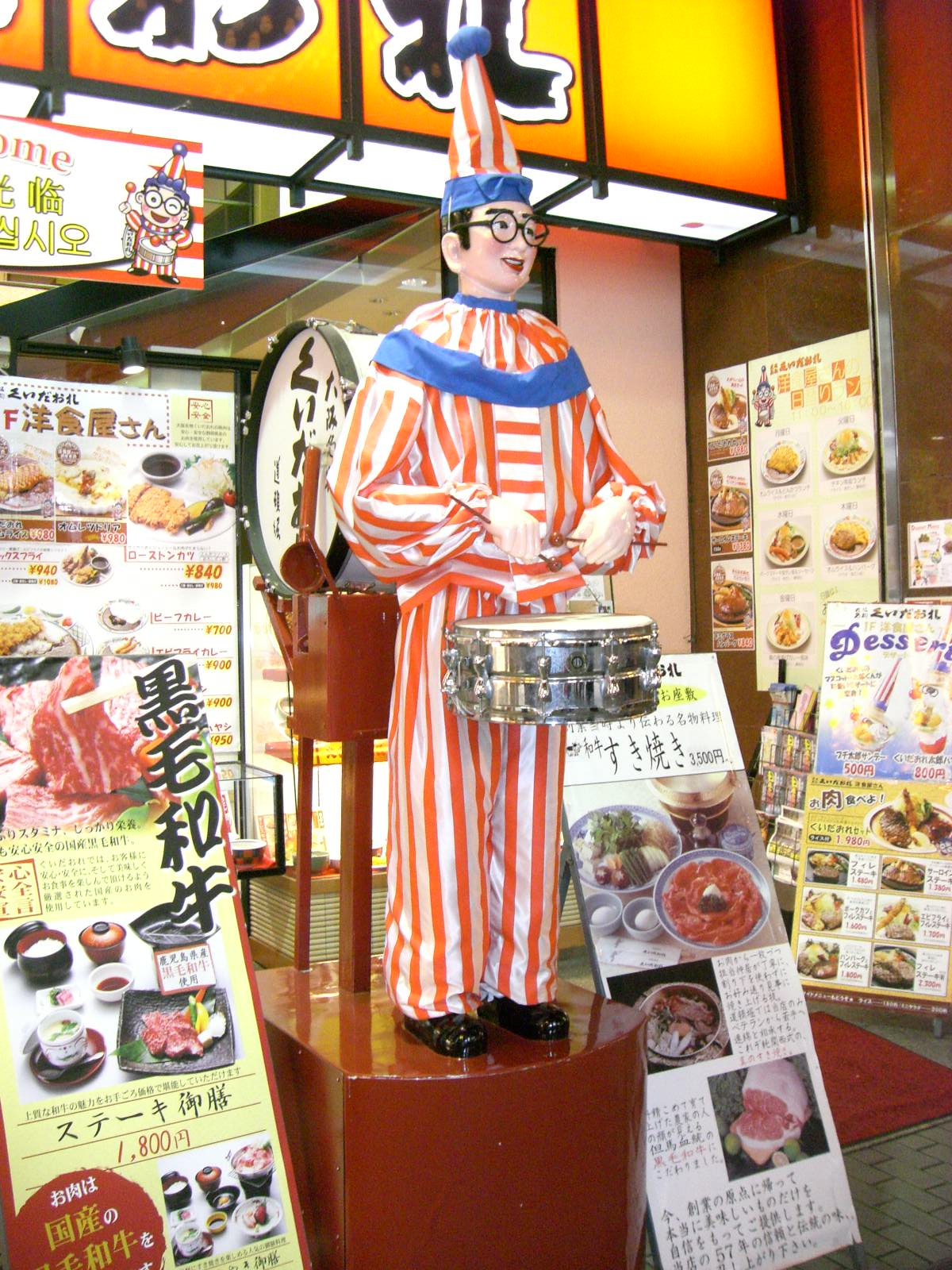
Tarō Kuidaore.
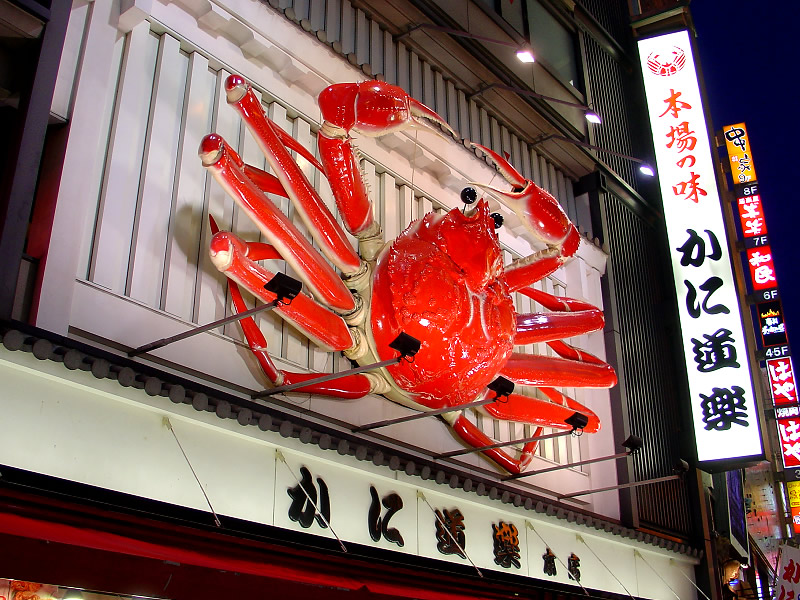
Kani doraku crab.
Lanterne en forme de poisson de Zubora-ya.

## Ponts

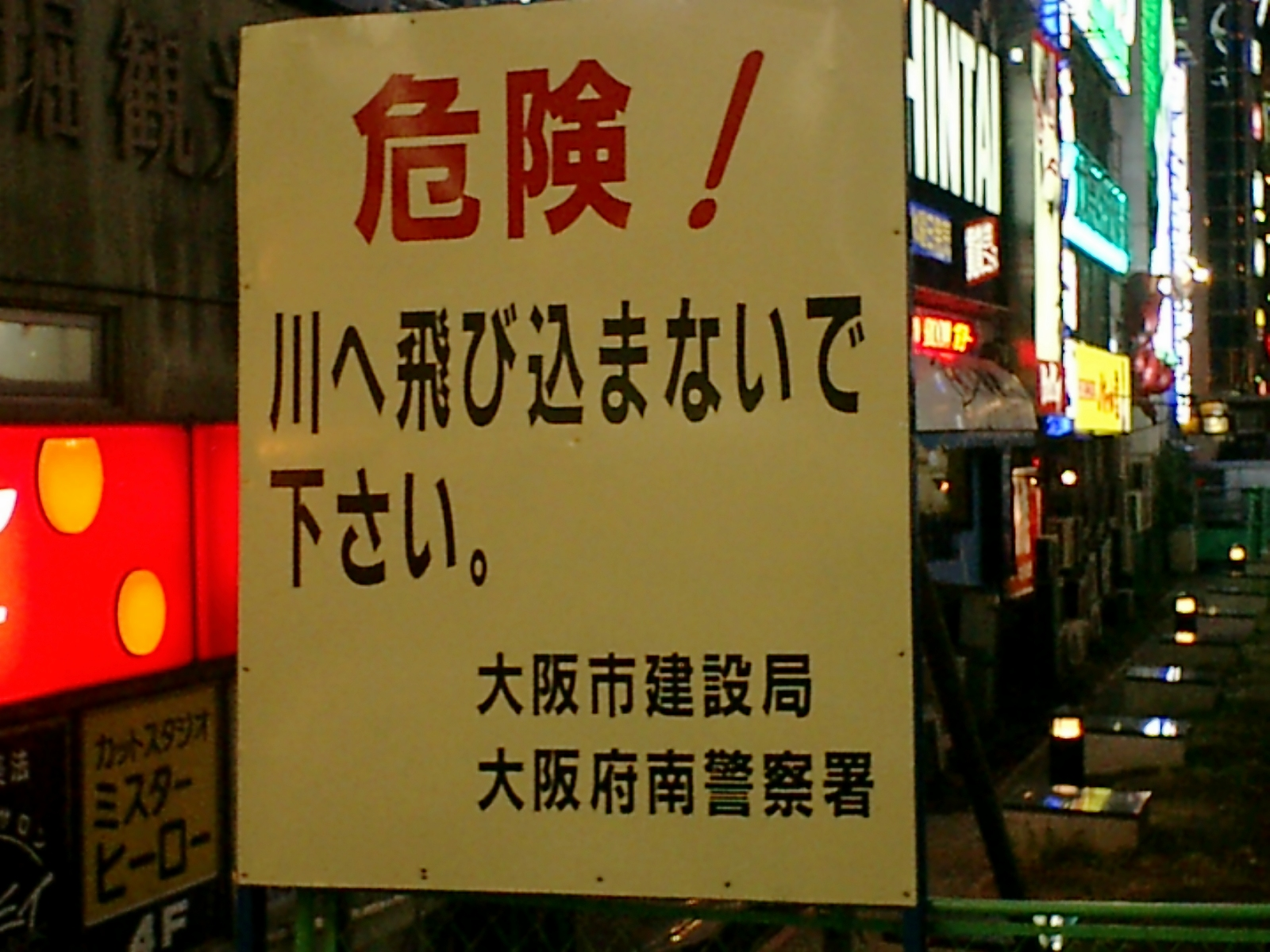
Panneau sur le pont Ebisu : « Défense de sauter dans la rivière. »

Les véhicules à moteur accèdent d'un côté par le pont Dōtonbori (venant de la rue Midosuji) et de l'autre côté par le pont Nippon (venant de la rue Sakaisuji), flanquant l'ouest et l'est de Dōtonbori. Entre eux, il y a des passerelles qui relient le quartier de Namba et de Shinsaibashi, tel que le pont Tazaemon et le pont Aiau.
Le pont Dōtonbori est le pont le plus large de la ville d'Osaka : 43,6 m.
Le pont Ebisu est juste sous l'enseigne du Glico Man. Construit à l'origine pour accéder au sanctuaire d'Ebisu, le pont est le lieu principal de célébration pour les fans des Hanshin Tigers et, conséquemment, de la malédiction du Colonel pesant sur cette équipe de base-ball d'Osaka. Plus concrètement, le pont relie les quartiers de Shinsaibashi-suji et d'Ebisubashi-suji.
En raison de la célébrité du Glico Man, le pont Ebisu est un lieu de rencontre pratique, ce qui amène à des surnoms tels que nanpa-bashi (« le pont de la drague », surtout par les étrangers (gaijin), et hikkake-bashi (« le pont qui attire »), surtout par les Japonais. Chaque jour, environ 100 000 personnes le franchissent. Il a été reconstruit en 2007, mais sa première construction date de 1615. Il est long de 26 m et large de 18 m.